# Linggajaya (Mangkubumi)
Linggajaya is een bestuurslaag in het regentschap Kota Tasikmalaya van de provincie West-Java, Indonesië. Linggajaya telt 17.258 inwoners (volkstelling 2010).